# Parvocythere hartmanni
Parvocythere hartmanni is een mosselkreeftjessoort uit de familie van de Parvocytheridae. De wetenschappelijke naam van de soort is voor het eerst geldig gepubliceerd in 1962 door Marinov.